# 比嘉照夫
比嘉 照夫（ひが てるお、1941年12月28日 - ）は、沖縄県出身の株式会社EM研究機構の元代表取締役会長兼社長、農学博士。園芸家。「EM技術」の開発者。琉球大学農学部農学科を卒業後、九州大学大学院農学研究科博士課程修了。2022年、瑞宝中綬章受章。

## 所属
- 名桜大学付属国際ＥＭ技術センター長
- 琉球大学名誉教授
- アジア・太平洋自然農業ネットワーク会長
- 公益財団法人自然農法国際研究開発センター評議員
- NPO法人地球環境・共生ネットワーク理事長
- 農林水産省・国土交通省提唱「全国花のまちづくりコンクール」審査委員長

この他にも国や県などの各種委員を多数歴任した。

## 主な著書
- 「微生物の農業利用と環境保全」（農文協.1991年）
- 「EM環境革命」（総監修.綜合ユニコム.1994年）
- 「EM産業革命」（総監修.綜合ユニコム.1997年）
- 「地球を救う大変革」（サンマーク出版.1993年）
- 「地球を救う大変革②」（サンマーク出版.1994年）
- 「地球を救う大変革③」（サンマーク出版.1997年）
- 「本物の世紀」 （共著.PHP研究所.1995年）
- 「微生物が文明を救う」 （共著.クレスト社.1995年）
- 「EMで生ゴミを活かす」 （サンマーク出版.1995年）
- 「比嘉照夫のすべて」 （サンマーク出版.1998年）
- 「甦る未来」 （サンマーク出版.2000年）
- 「EM医学革命」（総監修.綜合ユニコム.2000年）
- 「蘇生海塩の驚異」（共著.綜合ユニコム.2001年）
- 「-新世紀- EM環境革命」（総監修.綜合ユニコム.2003年）
- 「シントロピーの法則」 (NPO法人地球環境共生ネットワーク.2011年)
- 「新・地球を救う大変革」 (サンマーク出版.2012年)